# نهر واشيتا
نهر واشيتا هو نهر في ولايتي تكساس وأوكلاهوما في الولايات المتحدة. يبلغ طول النهر 295 ميل (475 كـم) وينتهي عند التقائه بالنهر الأحمر الجنوبي والذي يعد الآن جزءًا من بحيرة تكسوما على حدود تكساس - أوكلاهوما.

## جغرافيا
يتشكل نهر واشيتا في شرق مقاطعة مقاطعة روبرتز بالقرب من مدينة ميامي في ولاية تكساس بانهاندل. يعبر النهر مقاطعة هيمبهيل ويدخل أوكلاهوما في مقاطعة روجر ميلز. يخترق مقاطعات أوكلاهوما في روجر ميلز، كاستر، واشيتا، كادو، جرادي، غارفين، موراي، كارتر وجونستون قبل تفريغها في بحيرة تكسوما، وهي الحدود الحديثة بين مقاطعة بريان ومقاطعة مارشال.
يقسم النهر قلب حوض أناداركو، خامس أكبر منطقة لتكوين الغاز الطبيعي في الولايات المتحدة. عندما يصل النهر إلى جبال آرباكل ينخفض 30 قدم لكل ميل (5.7 م/كم) لأنها تخترق بيغ كانيون وهو ممر من الحجر الجيري 300 قدم (91 م) عميق.
يتكون مجرى نهر واشيتا من الطين والرمل غير المستقر وتتكون ضفافه من تربة حمراء شديدة الانحدار وتآكل. هذا يجعلها واحدة من أكثر التيارات المحملة بالطمي في أمريكا الشمالية.